# لويس تريمبل
لويس تريمبل (بالإنجليزية: Louis Trimble)‏ (2 مارس 1917، سياتل في الولايات المتحدة - 9 مارس 1988 في المملكة المتحدة)؛ كاتِب ومؤلِّف وروائي أمريكي.